# Techmarscincus jigurru
Techmarscincus jigurru is een hagedis uit de familie skinken (Scincidae).

## Naam en indeling
De soort werd voor het eerst wetenschappelijk beschreven door Jeanette Covacevich in 1984. Oorspronkelijk werd de naam Leiolopisma jigurru gebruikt. De wetenschappelijke naam van het geslacht Techmarscincus werd voor het eerst voorgesteld door Richard Walter Wells en Cliff Ross Wellington in 1985. De soort werd eerder tot het geslacht slanke skinken (Leiolopisma) gerekend, maar behoort tegenwoordig tot het monotypische geslacht Techmarscincus. De skink werd enige tijd tot het niet langer erkende geslacht Bartleia gerekend.
De wetenschappelijke geslachtsnaam Techmarscincus betekent vrij vertaald 'kunstige skink'; techma = kunstig en scincus = skink. Deze naam slaat op de lichaamsbouw van het dier. De soortaanduiding jigurru is afgeleid van het woord van de hagedis in de taal van de oorspronkelijke bevolking van het gebied, de Mamu en de Ngajanji. In andere talen wordt de skink wel vernoemd naar de berg waar de soort is gevonden; Mount Bartle Frere (Engels: 'Bartle Frere Cool-skink').

## Uiterlijke kenmerken
De lichaamslengte bedraagt ongeveer zeven centimeter exclusief de staart. De lichaamskleur is roodbruin met donkere en lichtere kleine vlekjes aan de bovenzijde, de flanken zijn vaak donkerder gekleurd. De voor- en achterpoten dragen vijf vingers respectievelijk tenen en deze zijn relatief lang en dun.
De oogleden zijn beweeglijk, in het onderste ooglid is een groot, doorzichtig venster aanwezig zodat de hagedis met gesloten ogen toch kan zien. De pariëtale schubben raken elkaar, de gehooropeningen hebben geen kleine lobachtige uitsteeksels zoals bij verwante skinken voorkomt.

## Verspreiding en habitat
De hagedis komt endemisch in Australië met name de omgeving van Kaap York-schiereiland in Queensland op de berg Mount Bartle Frere. De soort is bekend van een hoogte van meer dan 1440 meter boven zeeniveau. De habitat bestaat uit door mist omgeven bergtop die relatief koel is. De vrouwtjes zetten eieren af op de bodem.
Door de internationale natuurbeschermingsorganisatie IUCN is aan de soort de beschermingsstatus 'kwetsbaar' (Vulnerable of VU) toegewezen.